# Basziri (Nanoro)
Pour les articles homonymes, voir Basziri.
Basziri est une commune située dans le département de Nanoro de la province de Boulkiemdé dans la région du Centre-Ouest au Burkina Faso.

## Santé et éducation
Le village possède une école primaire publique.